# Jessie Greengrass
Jessie Greengrass (1982) es una autora británica. Ganadora de los  Premios Somerset Maugham y  Edge Hill Short Story por su primera colección de cuentos.

## Trayectoria
Greengrass estudió filosofía en Cambridge y Londres y vive en Berwick upon Tweed. En 2015 publicó una colección de cuentos con el título An Account of the Decance of the Great Auk, según One Who Saw It. The Independent describió esta obra como "una colección muy original de una nueva y peculiar voz en la ficción". Ha ganado el premio Somerset Maugham y el premio Edge Hill Short Story.
En 2018, publicó su primera novela titulada Sight, en la que muestra la trayectoria de una mujer, que permanece sin nombre a lo largo de la novela, mientras está embarazada de su segundo hijo. Greengrass incluye historias biográficas de varias personas, incluidos los hermanos Lumière, Sigmund Freud, Wilhelm Röntgen y John Hunter, para resaltar los temas centrales del libro de reflexión y análisis. Sight fue finalista en el Premio de Ficción Femenina en 2018, y en el  James Tait Black Memorial Prize, 2019, y seleccionada en el Wellcome Book Prize en 2019
Su segunda novela, The High House, se publicó en abril de 2021. Trata de una familia poco convencional que sobrevive a un apocalipsis climático en una casa preparada por la madre, una científica y activista medioambiental, que sabe que las inundaciones se avecinan pero no sobrevive a ellas.